# イチヤクソウ属
イチヤクソウ属（イチヤクソウぞく、学名：Pyrola、和名漢字表記：一薬草属）はツツジ科イチヤクソウ亜科の属の一つ。
以前はイチヤクソウ科のタイプ属であったが、イチヤクソウ科は新しいAPG植物分類体系では全てツツジ科イチヤクソウ亜科に含められている。

## 特徴
常緑の多年草。植物体は緑色で葉緑体をもち独立栄養をいとなむ。細い地下茎を地にはわせ、その先に数枚の葉を群生させる。長い葉柄があり、葉身は卵形、円形、腎形などで、縁には細かな鋸歯がある。花茎は群生した葉の間から直立し、総状花序をつけ、数個または多数の花がらせん状につく。萼片は小さく、5裂し基部は合着する。花は広鐘形になり、花弁は5個あり離生し、放射相称またはやや左右相称で、下向きにつく。花粉は4集粒。花柱は細長く、まっすぐか湾曲し、柱頭は小さく5裂する。
北半球の温帯に30種知られ、日本には7種ある。

## 種

### 日本に分布する種
- コバノイチヤクソウ Pyrola alpina Andres - 低山帯上部から高山帯下部の針葉樹林下や林縁などに生える。葉は広楕円形か円形で縁にとがった鋸歯がある。花は白色で3-7個。南千島、北海道、本州中部地方以北に分布する[1][3]。
- ベニバナイチヤクソウ Pyrola asarifolia Michx. subsp. incarnata (DC.) A.E.Murray - シノニム Pyrola incarnata (DC.) Fisch. ex Freyn - 冷温帯から亜寒帯の林内に生え、群生することがある。葉は円状楕円形または円形で縁に目立たない鋸歯がある。花は桃色で8-15個。本州中部地方以北、北海道、千島列島、サハリン、朝鮮半島、中国大陸（東北部）、シベリア、カムチャツカ半島に分布する[1]。
- カラフトイチヤクソウ Pyrola faurieana Andres - 高山帯から亜高山帯のガンコウランなどのマット状になる常緑小低木内や草地、砂礫地に生える。葉は広楕円形で狭い翼がある葉柄がある。花は赤みをおびた白色で10-20個。本州の東北地方、北海道、千島列島、サハリン、カムチャツカ半島に分布する。絶滅危惧II類(VU)（環境省）[1][3]。
- イチヤクソウ Pyrola japonica Klenze ex Alefeld - 低山の林内に生える。葉は卵状楕円形または広楕円形で縁に細かい鋸歯があり、太い葉柄がある。葉の表面の葉脈沿いに白斑が入ることがある。花は白色で3-10個。南千島、北海道、本州、四国、九州、朝鮮半島、中国大陸（東北部）に分布する[1]。
- エゾイチヤクソウ Pyrola minor L. - 亜高山帯のダケカンバなどの林縁や針葉樹林下に生える。葉は広楕円形または円形で縁に浅い波状の鋸歯がある。花は白色で10-20個。南千島、北海道（利尻島）、本州（南アルプス）の高山帯に点在する。日本以外では北半球の寒帯から亜寒帯に広く分布する。絶滅危惧IB類(EN)（環境省）[1]。
- マルバノイチヤクソウ Pyrola nephrophylla (Andres) Andres - 深山の林下や湿った草原に生える。葉は楕円形で長さより幅が広く、葉脈に沿った白斑は無い。花は白色で5-10個。萼片は三角状卵形で先はとがる。南千島、北海道、本州、四国、九州に分布する[1]。
- ジンヨウイチヤクソウ Pyrola renifolia Maxim. - 低山帯から亜高山帯の針葉樹林下などに生える。葉は腎状円形で長さより幅が広く、葉脈に沿って白い斑紋がある。花は緑白色で2-6個。萼片は卵状円形で先は円い。南千島、北海道、本州の中部地方以北、サハリン、朝鮮半島、中国大陸（東北部）、アムールに分布する[1][3]。

### 国外の主な種
- アリサンイチヤクソウ Pyrola alboreticulata Hayata
- チョウセンイチヤクソウ Pyrola dahurica (Andres) Kom.
- ニイタカイチヤクソウ Pyrola morrisonensis (Hayata) Hayata
- Pyrola Americana Sweet
- Pyrola chlorantha Sw.
- Pyrola grandiflora Radius
- Pyrola media Sw.
- Pyrola picta Sm.
- Pyrola rotundifolia L.

## ギャラリー
- コバノイチヤクソウ
- ベニバナイチヤクソウ
- カラフトイチヤクソウ
- イチヤクソウ
- エゾイチヤクソウ
- マルバノイチヤクソウ
- ジンヨウイチヤクソウ